# Paul Fox (acteur)
Pour les articles homonymes, voir Paul Fox et Fox.
Paul Fox, né le 20 mars 1979 à Truro dans les Cornouailles, est un acteur britannique.

## Biographie
Paul Fox a commencé sa carrière à l'âge de 16 ans. Il a surtout joué dans des séries télévisées. En 2012 il est à l'affiche du film Red Tails.

## Filmographie
- 1995 : Hearts and Minds : Tony
- 1996 : Children's Ward (en) : Tim O'Halloran
- 1997 : Emmerdale : Will Cairns (1997-99)
- 1998 : Elizabeth
- 1999 : Coronation Street : Mark Redman (1999–2001, 2006)
- 2000 : Life Force : Greg Webber
- 2000 : City Central : Denny (épisode No Direction Home)
- 2001 : Hero : Mark
- 2002 : Simon: An English Legionnaire : Simon Murray
- 2003 : Starhunter (en) : Marcus Fagen(2003–2004)
- 2003 : The Royal : Dr Jeffrey 'Jeff' Goodwin (2003-2007)
- 2008 : Doctors : Cal Robinson (épisode Groomed for the Game)
- 2008 : Casualty : Simon Tanner (7 épisodes)
- 2009 : Moving On : Mike (épisodeThe Rain Has Stopped)
- 2012 : Red Tails : capitaine Miller
- 2013 : Molly, une femme au combat : sergent Lamont
- 2014 : Teach Me Love : Gordon jeune
- 2020 : Mank : Josef Von Sternberg